# Abbaye Saint-Vaast de Moreuil
L'abbaye Saint-Vaast de Moreuil ne doit pas être confondue avec l'église Saint-Vaast de Moreuil ni avec l'abbaye Saint-Vaast d'Arras.
L’abbaye Saint-Vaast de Moreuil  fut fondée en 1109 et disparut à la Révolution. Elle appartenait à l’ordre bénédictin. Elle fut supprimée en 1790.

## Histoire

### Fondation
Vers l'an 1100, les seigneurs de Moreuil donnèrent un domaine à défricher à des moines bénédictins de l'abbaye Notre-Dame de Breteuil. Elle n'était à l'origine qu'une cella où deux ou trois religieux étaient chargés de mettre en valeur leurs biens. Les moines bâtirent une chapelle et remplirent les fonctions curiales. En 1109, Bernard de Moreuil fonda le prieuré de Saint-Vaast.
Vers 1140, ce prieuré fut érigé en abbaye par Wautier, abbé de Breteuil à la requête de Bernard Ier de Moreuil et devint le lieu de sépulture des seigneurs de Moreuil.
Faute de prospérité matérielle, il n'y eut pas d'église abbatiale construite avant 1394.

### Sous la protection de la famille de Créquy
C'est dans la seconde moitié du XVIe siècle, époque où la famille de Créquy possédait Moreuil, que fut vraisemblablement construite l'église dont le portail et le clocher furent complètement détruits en 1918. L'édification de l'église fut, sans doute, due à la munificence du cardinal de Créquy, abbé commendataire de Moreuil et évêque d'Amiens, elle devint la nécropole de la famille.
En 1574, eut lieu l'inhumation du corps du cardinal Antoine de Créquy dans le chœur de l'église. Celui-ci par son testament en date du 15 juin 1574 laissa des fonds pour l'installation de quatre nouvelles cloches.
L'abbé de Moreuil était crossé et mitré. Il mangeait à table ronde avec les six religieux qu'il dirigeait. Son revenu était de 4 000 livres et celui des religieux de 3 000.
L'église fut brûlée en 1636 par les Espagnols et partiellement détruite. Vers 1670, la restauration du chœur par les religieux n'était pas encore achevée. Le logis abbatial fut reconstruit en 1692.

### La condamnation des moines
En 1709, la famine ne permit pas aux fermiers de l’abbaye de payer leurs redevances ; les religieux appauvris vendirent le plomb des cercueils de plusieurs membres de la famille de Créquy. Le forfait découvert, l'abbé fut emprisonné et condamné aux peines canoniques par l'officialité d'Amiens quoiqu'il n'eût aucune part dans la violation des tombeaux. Le parlement de Paris, saisi de l'affaire, rendit un arrêt en 1711 : après avoir fait amende honorable à Moreuil, en chemise, pieds nus, la corde au cou et une torche de deux livres à la main, Dom Noël Crochet fut envoyé trois ans aux galères. L'abbé Jérôme Dogerdias, Jean Gallez et Pierre Mortier reçurent un blâme de la Chambre de la Tournelle et durent assister tête nue à l'amende honorable de dom Noël Crochet.
L'abbaye fut imposée de 1 000 livres de réparation à la famille de Créquy, marquis de Moreuil et dut fournir six cercueils neufs en plomb pour y replacer les restes des défunts dont la sépulture avait été profanée. L'arrêt fut inscrit sur une lame de cuivre scellée dans le chœur, où elle resta jusqu'à la Révolution. Par cet arrêt, les religieux étaient sécularisés et le monastère rattaché à la congrégation de Saint-Maur.
L'abbatiale servit d'église paroissiale au bourg,.

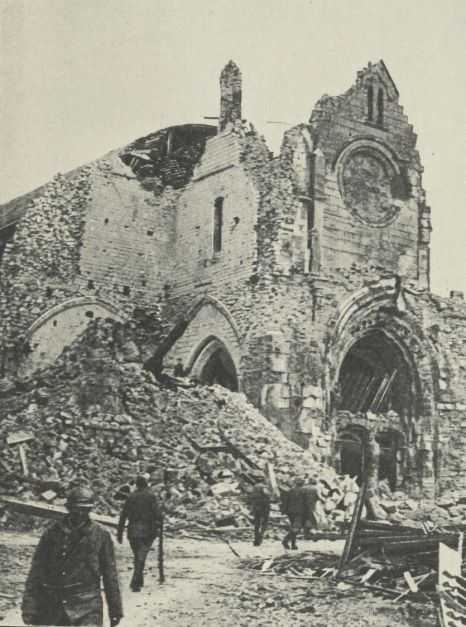
L'ancienne église abbatiale, le 8 août 1918.

En 1768, l'église fut l'objet de nouvelles restaurations et la première pierre fut posée par Catherine de Rougé, duchesse d'Elbeuf mais l’abbaye ne comptait plus que trois religieux.

### La disparition totale de l'abbaye
À la Révolution, l'abbaye fut supprimée et déclarée bien national, en 1791. L'ancienne église abbatiale devint église paroissiale de la commune.
En 1793, les tombeaux de la famille de Créquy furent une nouvelle fois profanés pour en récupérer le plomb. Les corps furent exhumés et placés dans un seul ossuaire.
L'église fut reconstruite en grande partie au XIXe siècle, sa façade datant du XVIe siècle fut détruite par les combats de 1918 à la fin de la Première Guerre mondiale.